# Hiponatremia hipoosmolar
Hiponatremia hipoosmolar (ou hipotônica) é uma condição na qual a hiponatremia está associada com baixa osmolalidade.
Quando a osmolaridade plasmática está baixa, o estado de volume do fluido extracelular pode ser: hipovolêmico, normovolêmico ou hipervolêmico.

## Hipovolêmico
- Hipovolêmico. A perda de água é acompanhada por perda de sódio.
  - Transpiração excessiva
  - Queimadura
  - Vômitos
  - Diarreia
  - Perda urinária
    - Medicamentos diuréticos (especialmente tiazidas)
    - Doença de Addison
    - Síndrome cerebral perdedora de sal
    - Outras doenças renais perdedoras de sal

A doença causadora deve ser tratada e deve ser dada solução salina isotônica introvenosa. É importante citar que a restauração súbida do volume sanguíneo para o normal irá parar o estímulo para a secreção continuada de ADH. Assim, uma diurese imediata de água irá ocorrer. Isso pode causar um aumento súbito e dramático na concentração do sódio sérico e colocar o paciente em risco para uma mielinólise pontina central. Esse transtorno é caracterizado por lesão neurológica importante, frequentemente permanente.
Por causa deste risco, os pacientes com hiponatremia hipovolêmicas podem precisar de infusão de água assim como reposição de volume. Dessa maneira diminui-se as chances de um aumento muito rápido no nível de sódio sérico enquanto o volume sanguíneo aumenta e os níveis de ADH caem.

## Normovolêmica
- Volume normal.
  - SIAD (síndrome de antidiurese inapropriada). O principal da terapia para a SIAD é a redução da ingesta de água. Se a hiponatremia persistir, então a demeclociclina (um antibiótico com efeito colateral de inibir o ADH) pode ser usada. A SIAD também pode ser tratatada com antagonistas específicos dos receptores do ADH, como o conivaptan ou tolvaptan.
  - Alguns casos de polidipsia psicogênica

## Hipervolêmica
- Volume aumentado. Há retenção de água.
  - Insuficiência cardíaca congestiva
  - Hipotireoidismo e hipocortisolismo
  - Cirrose hepática
  - Síndrome nefrótica
  - Polidipsia psicogênica

Colocar o paciente em restrição de água também pode ajudar nestes casos.